# The Cave
The Cave — пригодницька відеогра, розроблена компанією Double Fine Productions і видана цифровим дистриб'ютором Sega у січні 2013 року для консолей PlayStation 3, Xbox 360 і Wii U, а також для Microsoft Windows, Mac OS X і Linux. Гра була створена Роном Гілбертом, а сюжет для неї взятий із справжнього життя: сам Гілберт протягом майже двадцяти років жив як в печері, яка заманює людей, щоб дослідити свої темні риси. The Cave запозичує концепцію з гри Maniac Mansion, в якій гравцеві необхідно вибрати трьох персонажів з доступних семи, щоб досліджувати печеру. Гра відома своїми марними предметами і помилковими відгалуженнями сюжету.

## Сюжет
Сім зовсім різних персонажів із унікальними здібностями, вміннями та передісторією тужать перед входом в Печеру. Тільки трьом з цих персонажів, за вибором гравця, належить увійти вглиб Печери, щоб пізнати себе і спробувати отримати урок про те, як власний темний вибір в минулому привів їх в нинішній стан. Крім того, нагородою за те, що вони досягнуть дна печери, крім власного життя, буде те, що вони бажають найбільше.

## Ігровий процес
Історія The Cave ґрунтується на чарівних сплетіннях печери з лабіринтом, що містить безліч різних тунелів. Сім персонажів, взяті з різного часу і простору, заходять в печеру, вважаючи що вони можуть дізнатися щось про себе і про те ким вони могли б стати. Наприклад, персонаж лицар шукає Ескалібур, на своєму шляху він зустрічає принцесу, яку оберігає дракон і у якої знаходиться амулет, необхідний, щоб добути меч. Замість того, щоб врятувати принцесу, лицар обманом змушує дракона з'їсти її і заполучає амулет, коли дракон випльовує його.
На початку гри, гравець вибирає трьох з семи персонажів, які виявляються замкненими протягом всієї гри; гравці можуть перетворити гру, щоб вибрати трьох інших персонажів. Персонажі засновані на стереотипних фігурах, наприклад, пара дітей (йдуть як один персонаж) і вчений.
Гравець керує персонажами, досліджує печеру, збирає предмети і взаємодіє з навколишнім середовищем, з усього цього складається дещо пригодницьке відчуття.
Гра заснована на 2D елементах платформи, хоча була представлена з 3D-графікою. Гравцеві необхідно буде працювати з усіма трьома персонажами, перемикатися між ними, щоб активувати ту чи іншу частину головоломки. Наприклад, у відеоролику, що був показаний для демонстрації ігрового процесу, один персонаж подзвонив у дзвінок щоб відволікти дракона, наступний ремонтував «хот-дог автомат» для забезпечення приманки, а третій працює гігантським механічним кігтем щоб підняти дракона і розчистити шлях. Кожний персонаж володіє особливими здібностями, для кращого пересування та дослідження печери, в результаті чого деякі тунелі будуть завалені, якщо при створенні гри був вибраний не той персонаж. Окрім цього, до деяких тунелів печери можна потрапити вибравши потрібного персонажа, наприклад, лицар може знаходити замки, а мандрівниця — прадавню єгипетську піраміду. У печері на кожному кроці підстерігає небезпека, деякі з них можуть убити персонажа, але цього не відбувається, так як він відновлюється неподалік, дозволяючи гравцеві продовжувати проходження рівня.
Гра в першу чергу є однокористувацькою, та має можливість кооперативного проходження, до 3 гравців на одному комп'ютері або консолі, кожен з яких контролює одного з трьох обраних персонажів.

## Сприйняття
The Cave зустріли із зазвичай позитивними відгуками.